# Jorge Veiga
Pour les articles homonymes, voir Veiga.
Jorge Veiga (Rio de Janeiro, 1910 - Rio de Janeiro, 1979) est un chanteur et compositeur brésilien spécialisé dans la samba.

## Biographie
Jorge de Oliveira Veiga naît le 14 avril 1910 dans le quartier suburbain carioca d'Engenho de Dentro, où il a eu une enfance pauvre. Il travaille comme cireur de chaussures et vendeur de fruits et de bonbons.
À l'âge adulte, il commence à travailler comme peintre en bâtiment. Il chante pendant son travail et se fait remarquer par le propriétaire du magasin où il intervient ; grâce à la recommandation de cet homme, Jorge chante dans une émission de la Rádio Educadora do Brasil (PRB-7), une opportunité qui donne le coup d'envoi de sa carrière artistique,.
À partir de 1934, il commence sa carrière artistique en se produisant dans les cirques et les pavillons populaires de Rio de Janeiro. La même année, il commence à imiter Sílvio Caldas dans l'émission Metrópolis, sur Rádio Educadora. En 1939, il réalise son premier enregistrement, Adeus João, chantant aux côtés de l'accordéoniste Antenógenes Silva (pt), dont le disque porte le nom.
Veiga se spécialise dans les sambas de gafieira et de carnaval, en plus des sambas de breque, et est connu pour le « balancement malicieux » de sa voix dans les sambas anecdotiques qui constituent une grande partie de son répertoire. En 1942, alors qu'il travaille à Rádio Guanabara, il rencontre Paulo Gracindo (pt), alors animateur de programmes radiophoniques, qui l'aide à changer son style d'interprétation selon le chanteur lui-même : « [Paulo Gracindo] m'a appris à chanter toujours en souriant, à donner plus de légèreté à l'interprétation et amuser davantage les auditeurs ». Au cours des années suivantes, il réalise des dizaines d’enregistrements, avec un grand succès populaire. Gracindo lui donne un surnom : le « Caricaturista do Samba » (« Caricaturiste de la samba »).
Grâce à la radio, Jorge Veiga gagne encore davantage en popularité. Sur Rádio Nacional, il ouvre toujours ses présentations par la même phrase : « Bonjour, bonjour, aviateurs qui traversez le ciel du Brésil. Jorge Veiga parle ici sur Rádio Nacional. Veuillez donner vos préfixes pour le guidage de nos avions ».
Le premier succès eut lieu au carnaval de 1944, avec Iracema, de Raul Marques et Otolino Lopes. D'autres suivront dans la lignée, tout au long des années 1940 à 1960 : Rosalina, Cabo Laurindo (tous deux de Haroldo Lobo (pt) et Wilson Batista), Eu Quero É Rosetá (Haroldo Lobo et Milton de Oliveira (pt)), Estatutos da Gafieira (Billy Blanco (pt)), Café Soçaite (Miguel Augusto) et Bigorrilho (Paquito, Sebastião Gomes et Romeu Gentil). En 1959, Jorge Veiga obtient son plus grand succès avec le réenregistrement de la samba Acertei no mirir, de Wilson Batista et Geraldo Pereira, qui constitue une étape importante dans sa carrière.
En 1971, il sort le LP De Leve, avec Cyro Monteiro. Quatre ans plus tard, le best-of O Melhor de Jorge Veiga, sort, puis en 1979 une autre anthologie, O geral Jorge Veiga, qui contient des compositions telles que Boi com Pumpkin, Festival de bolachadas et Casa que tem cachorro,.
Jorge Veiga meurt à Rio de Janeiro la même année le 29 juin, à l'âge de 69 ans.

## Compositions
Compositions notables de Jorge Veiga:
- Abaixo de Deus (avec Sebastião Mota)
- Amor não tem idade (avec Nogueira e M. Alves)
- Aviadores do Brasil (avec José Francisco)
- Boemia (avec Zé Violão)
- Boi com abóbora (avec Marinho da Muda)
- Samba do Flamengo
- Café Society
- Brigitte Bardot, (avec Miguel Gustavo)
- Casa que tem cachorro (avec Blecaute (pt) e Newton Teixeira (pt))
- Doutor Sabe-tudo (avec Zé Violão)
- Em boi morto até eu bato (avec Zé Violão)
- Festival de bolachadas (avec Gordurinha)
- Fora da jogada (avec Haroldo Lobo (pt))
- Garota de Copacabana
- Obrigado doutor (avec Gabilan)
- Reencarnação (avec Nadinho)
- Samba de Itaguaí (avec Raul Marques)
- Sambista no céu (avec Zé Violão)
- Você vai (avec Badu)
- Bigorrilho